# Komenda Rejonu Uzupełnień Łomża

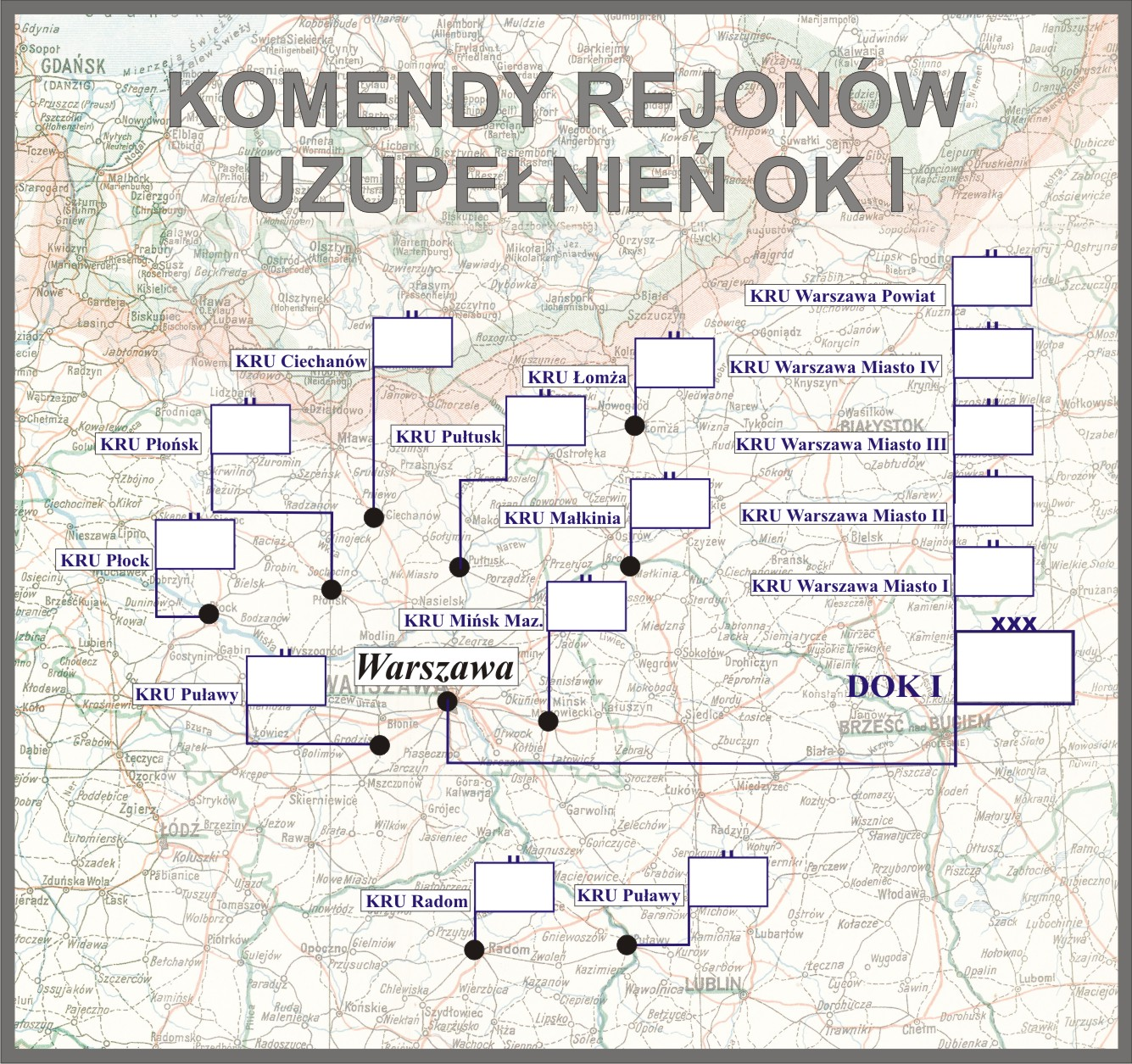
Komendy rejonów uzupełnień OK I

Komenda Rejonu Uzupełnień Łomża (KRU Łomża) – organ wojskowy właściwy w sprawach uzupełnień Sił Zbrojnych II Rzeczypospolitej i administracji rezerw w powierzonym mu rejonie.

## Formowanie i zmiany organizacyjne
W 1917 roku na terenie Łomży funkcjonował Główny Urząd Zaciągu.
Rozkazem kierownika MSWojsk. nr 144 z 27 listopada 1918 w sprawie organizacji władz zaciągowych powołano do życia między innymi Powiatową Komendę Uzupełnień w Łomży dla Okręgu Wojskowego XIII obejmującego powiaty: łomżyński, szczuczyński i kolneński. Z chwilą wejścia w życie rozkazu i sformowania nowego PKU, Główny Urząd Zaciągu do Wojska Polskiego zobowiązany był przekazać całość dokumentacji tej PKU na obszarze której znajdował się. Bezpośrednią kontrolę nad PKU sprawowała Okręgowa Komendy Uzupełnień w Warszawie.
10 stycznia 1919 roku kierownik Ministerstwa Spraw Wojskowych płk Jan Wroczyński przyłączył do PKU Łomża XIII powiaty: ostrowski, ostrołęcki i wysokomazowiecki.
Z dniem 31 lipca 1919 roku minister spraw wojskowych gen. por. Józef Leśniewski rozkazem D.M.O. 9148.IV.P. zniósł Okręgową Komendę Uzupełnień w Warszawie, jako odrębny urząd i włączył ją w skład Dowództwa Okręgu Generalnego Warszawa, jako Wydział V Sztabu. Jednocześnie PKU Łomża XIII została bezpośrednio podporządkowana Dowództwu OGen. Warszawa. Jej okręg poborowy obejmował wówczas powiaty: łomżyński, kolneński, szczuczyński, ostrowski, ostrołęcki i wysokomazowiecki .
Z dniem 1 czerwca 1922 roku została zlikwidowana gospoda inwalidzka przy PKU Łomża.
Z dniem 1 września 1924 roku minister spraw wojskowych wyłączył powiat szczuczyński z Okręgu Korpusu Nr I (PKU Łomża) i wcielił do Okręgu Korpusu Nr III (PKU Białystok). Od tego czasu do PKU Łomża należały powiaty: łomżyński, kolneński i ostrołęcki.
18 listopada 1924 roku weszła w życie ustawa z dnia 23 maja 1924 roku o powszechnym obowiązku służby wojskowej, a 15 kwietnia 1925 roku rozporządzenie wykonawcze ministra spraw wojskowych do tejże ustawy, wydane 21 marca tego roku wspólnie z ministrami: spraw wewnętrznych, zagranicznych, sprawiedliwości, skarbu, kolei, wyznań religijnych i oświecenia publicznego, rolnictwa i dóbr państwowych oraz przemysłu i handlu. Wydanie obu aktów prawnych wiązało się z przejęciem przez władze cywilne (administracji I instancji) większości zadań związanych z przygotowaniem i przeprowadzeniem poboru. Przekazanie większości zadań władzom cywilnym umożliwiło organom służby poborowej zajęcie się wyłącznie racjonalnym rozdziałem rekruta oraz ewidencją i administracją rezerw. Do tych zadań dostosowana została organizacja wewnętrzna powiatowych komend uzupełnień i ich składy osobowe. Poszczególne komendy różniły się między sobą składem osobowym w zależności od wielkości administrowanego terenu.
Zadania i nowa organizacja PKU określone zostały w wydanej 27 maja 1925 roku instrukcji organizacyjnej służby poborowej na stopie pokojowej. W skład PKU Łomża wchodziły dwa referaty: I) referat administracji rezerw i II) referat poborowy. Nowa organizacja i obsada służby poborowej na stopie pokojowej według stanów osobowych L. O. I. Szt. Gen. 3477/Org. 25 została ogłoszona 4 lutego 1926 roku. Z tą chwilą zniesione zostały stanowiska oficerów ewidencyjnych.
12 marca 1926 roku została ogłoszona obsada personalna Przysposobienia Wojskowego, zatwierdzona rozkazem Dep. I L. 6000/26 przez pełniącego obowiązki szefa Sztabu Generalnego gen. dyw. Edmunda Kesslera, w imieniu ministra spraw wojskowych. Zgodnie z nową organizacją pokojową Przysposobienia Wojskowego zostały zlikwidowane stanowiska oficerów instrukcyjnych przy PKU, a w ich miejsce utworzone rozkazem Oddz. I Szt. Gen. L. 7600/Org. 25 stanowiska oficerów przysposobienia wojskowego w pułkach piechoty.
Od 1926 roku, obok ustawy o powszechnym obowiązku służby wojskowej i rozporządzeń wykonawczych do niej, działalność PKU Łomża normowała „Tymczasowa instrukcja służbowa dla PKU”, wprowadzona do użytku rozkazem MSWojsk. Dep. Piech. L. 100/26 Pob.
W grudniu 1930 roku komenda posiadała skład osobowy typ II. Z dniem 1 kwietnia 1932 roku został zniesiony powiat kolneński, a należące do niego gminy włączone do powiatu łomżyńskiego i ostrołęckiego.
31 lipca 1931 roku gen. dyw. Kazimierz Fabrycy, w zastępstwie ministra spraw wojskowych, rozkazem B. Og. Org. 4031 Org. wprowadził zmiany w organizacji służby poborowej na stopie pokojowej. Zmiany te polegały między innymi na zamianie stanowisk oficerów administracji w PKU na stanowiska oficerów broni (piechoty) oraz zmniejszeniu składu osobowego PKU typ I–IV o jednego oficera i zwiększeniu o jednego urzędnika II kategorii. Liczba szeregowych zawodowych i niezawodowych oraz urzędników III kategorii i niższych funkcjonariuszy pozostała bez zmian.
1 lipca 1938 roku weszła w życie nowa organizacja służby uzupełnień, zgodnie z którą dotychczasowa PKU Łomża została przemianowana na Komendę Rejonu Uzupełnień Łomża przy czym nazwa ta zaczęła obowiązywać 1 września 1938 roku, z chwilą wejścia w życie ustawy z dnia 9 kwietnia 1938 roku o powszechnym obowiązku wojskowym. Obok wspomnianej ustawy i rozporządzeń wykonawczych do niej, działalność KRU Łomża normowały przepisy służbowe MSWojsk. D.D.O. L. 500/Org. Tjn. Organizacja służby uzupełnień na stopie pokojowej z 13 czerwca 1938 roku. Zgodnie z tymi przepisami komenda rejonu uzupełnień była organem wykonawczym służby uzupełnień .
Komendant rejonu uzupełnień w sprawach dotyczących uzupełnień Sił Zbrojnych i administracji rezerw podlegał bezpośrednio dowódcy Okręgu Korpusu Nr I, który był okręgowym organem kierowniczym służby uzupełnień. Rejon uzupełnień nie uległ zmianie i nadal obejmował powiaty: łomżyński i ostrołęcki.

## Obsada personalna
Poniżej przedstawiono wykaz oficerów zajmujących stanowisko komendanta Powiatowej Komendy Uzupełnień i komendanta rejonu uzupełnień oraz wykaz osób funkcyjnych (oficerów i urzędników wojskowych) pełniących służbę w PKU i KRU Łomża, z uwzględnieniem najważniejszych zmian organizacyjnych przeprowadzonych w 1926 i 1938 roku.
| Komendanci                                 | Komendanci              | Komendanci                       |
| ------------------------------------------ | ----------------------- | -------------------------------- |
| Stopień, imię i nazwisko                   | Okres pełnienia funkcji | Kolejne stanowisko (dalsze losy) |
| ppłk piech. Stanisław Czajewski            | od 8 I 1919             |                                  |
| ppłk piech. Adolf Jachimowicz              | 1923 – XII 1924         | inspektor poboru DOK I           |
| ppłk piech. Jan Ksionek                    | XII 1924 – VIII 1926    | dyspozycja dowódcy OK I          |
| ppłk piech. Rudolf Hulka                   | VIII 1926 – IV 1927     | komendant PKU Królewska Huta     |
| ppłk kaw. Alfred Walter                    | IV 1927 – II 1928       | dyspozycja dowódcy OK I          |
| płk art. Wiktor Poźniak                    | IV 1928 – I 1929        | inspektor poborowy OK X          |
| mjr kanc. Atanazy Malwicki vel Cybula      | III 1929 – 1930         | stan spoczynku                   |
| ppłk piech. Lucjan Bornstaedt              | IX 1930 – VI 1933       | komendant PKU Starogard          |
| ppłk dypl. piech. Hugon Ferdynand Zallmann | od XI 1933              |                                  |
| mjr piech. Paweł Hajduk                    | 1939                    | †1940 Charków                    |

| Obsada pozostałych stanowisk funkcyjnych PKU w styczniu 1919 roku | Obsada pozostałych stanowisk funkcyjnych PKU w styczniu 1919 roku | Obsada pozostałych stanowisk funkcyjnych PKU w styczniu 1919 roku | Obsada pozostałych stanowisk funkcyjnych PKU w styczniu 1919 roku |
| ----------------------------------------------------------------- | ----------------------------------------------------------------- | ----------------------------------------------------------------- | ----------------------------------------------------------------- |
| zastępca komendanta                                               | kpt. Józef Tunguz-Zawiślak                                        |                                                                   |                                                                   |
| naczelnik kancelarii                                              | por. Witold Kanafojski                                            | do 14 XI 1919                                                     | Intendentura OGen. Warszawa                                       |
| oficer gospodarczy                                                | por. Tadeusz Stesłowicz                                           |                                                                   |                                                                   |
| oficer ewidencyjny na powiat łomżyński                            | por. Paweł Kazimierski                                            | do 11 IX 1919                                                     | zastępca komendanta PKU 25 pp                                     |
| oficer ewidencyjny na powiat szczuczyński                         | ppor. Leonard Grygorczuk                                          |                                                                   |                                                                   |
| oficer ewidencyjny na powiat kolneński                            | ppor. kaw. Bronisław Świerszczewski                               |                                                                   |                                                                   |
| oficer ewidencyjny na powiat ostrowski                            | chor. Jan Alfons Czajewicz                                        |                                                                   |                                                                   |
| oficer ewidencyjny na powiat ostrołęcki                           | ppor. Władysław Grodzki                                           |                                                                   |                                                                   |
| oficer ewidencyjny na powiat wysokomazowiecki                     | por. Stanisław Sielużycki                                         |                                                                   |                                                                   |
| Obsada pozostałych stanowisk funkcyjnych PKU w latach 1921–1925   |                                                                   |                                                                   |                                                                   |
| I referent                                                        | kpt. / mjr piech. Paweł Kazimirski                                | 1923 – VI 1925                                                    | kierownik referatu PKU Warszawa Miasto II                         |
| I referent                                                        | mjr piech. Stanisław Jaster                                       | od VI 1925                                                        |                                                                   |
| II referent                                                       | urzędnik wojsk. IX rangi / por. kanc. Jerzy Salkowski             | 1923 – VI 1925                                                    | OE Łomża                                                          |
| II referent                                                       | por. piech. Antoni Brodowski                                      | VI 1925 – II 1926                                                 | kierownik II referatu                                             |
| oficer instrukcyjny                                               | por. piech. Erwin Dąbrowski                                       | 1923 – III 1926                                                   | 33 pp                                                             |
| oficer ewidencyjny na powiat kolneński                            | kpt. kanc. Jan Hryniewicz                                         | 1923 – IV 1924                                                    | I referent PKU Modlin                                             |
| oficer ewidencyjny na powiat kolneński                            | por. piech. Kazimierz Alfons Kwiatkowski                          | IV – 1 VII 1924                                                   | 71 pp                                                             |
| oficer ewidencyjny na powiat kolneński                            | por. kanc. Gustaw Diszer                                          | IX 1924 – II 1926                                                 | kierownik II referatu PKU Puławy                                  |
| oficer ewidencyjny na powiat łomżyński                            | urzędnik wojsk. XI rangi / por. kanc. Justyn Herman               | do VIII 1924                                                      | OE Łuniniec PKU Łuniniec                                          |
| oficer ewidencyjny na powiat łomżyński                            | por. rez. piech. Antoni Brodowski                                 | VIII 1924 – VI 1925                                               | II referent                                                       |
| oficer ewidencyjny na powiat łomżyński                            | por. kanc. Jerzy Salkowski                                        | VI 1925 – II 1926                                                 | referent                                                          |
| oficer ewidencyjny na powiat ostrołęcki                           | urzędnik wojsk. X rangi / por. kanc. Edward Kamiński              | 1923 – II 1926                                                    | referent PKU Płock                                                |
| oficer ewidencyjny na powiat szczuczyński                         | urzędnik wojsk. XI rangi Michał Hoffmann                          | 1923                                                              |                                                                   |
| Obsada pozostałych stanowisk funkcyjnych PKU w latach 1926–1938   |                                                                   |                                                                   |                                                                   |
| kierownik I referatu administracji rezerw i zastępca komendanta   | mjr adm. san. Henryk Rudzki                                       | II 1926 – II 1927                                                 | komendant PKU Warszawa Miasto III                                 |
| kierownik I referatu administracji rezerw i zastępca komendanta   | mjr kanc. Atanazy Malwicki vel Cybula                             | V 1927 – III 1929                                                 | komendant PKU                                                     |
| kierownik I referatu administracji rezerw i zastępca komendanta   | mjr art. dr Karol Władysław Mikołajczyk                           | III 1929 – IX 1930                                                | dowódca dyonu 22 pap                                              |
| kierownik I referatu administracji rezerw i zastępca komendanta   | kpt. piech. Bronisław Tytus Żółciński                             | IX 1930 – VI 1938                                                 | kierownik I referatu KRU                                          |
| kierownik II referatu poborowego                                  | por. piech. Antoni Brodowski                                      | II 1926 – VI 1938                                                 | kierownik II referatu KRU                                         |
| referent                                                          | por. kanc. Jerzy Salkowski                                        | od II 1926                                                        |                                                                   |
| referent                                                          | por. piech. Olgierd Wazgird                                       | II – IV 1927                                                      | referent PKU Modlin                                               |
| referent                                                          | por. piech. Kazimierz Bohdan Psarski                              | od VIII 1927, był w 1928                                          |                                                                   |
| Obsada pozostałych stanowisk funkcyjnych KRU w latach 1938–1939   |                                                                   |                                                                   |                                                                   |
| kierownik I referatu ewidencji                                    | kpt. adm. (piech.) Bronisław Tytus Żółciński                      | 1938 – 1939                                                       | †1940 Charków                                                     |
| kierownik II referatu uzupełnień                                  | kpt. adm. (piech.) Antoni Brodowski                               | 1938 – 1939                                                       | †1940 Charków                                                     |